# 旋转涂覆
《旋轉塗覆》是一种高速成膜方法，可以得到均匀的薄膜，均匀性广泛应用于半导体材料及化工材料等薄膜制备。它利用旋转产生的离心力，将溶胶、溶液或悬浊液等均匀平铺到衬底表面。用於旋塗的機器稱為旋塗機(spin coater)。

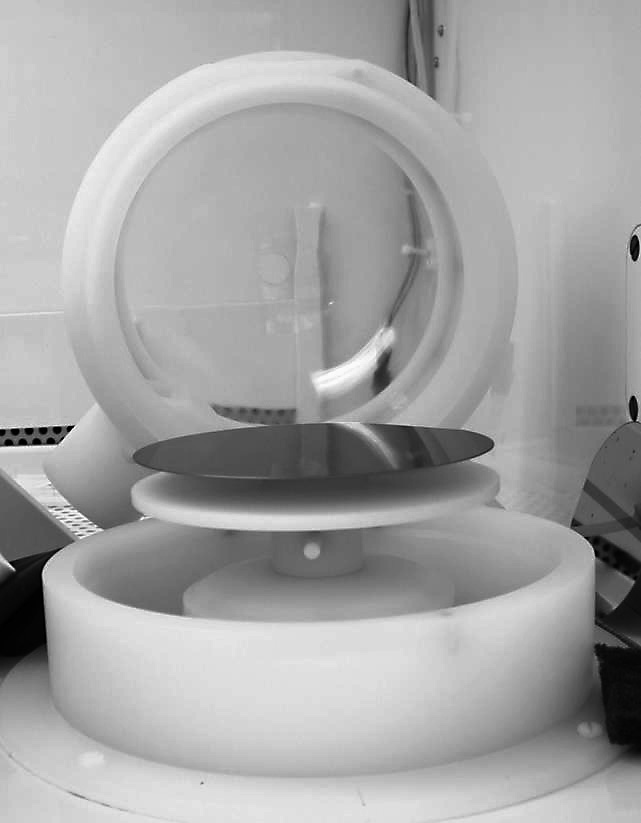
Laurell Technologies WS-400 旋塗機用於將光阻塗覆到矽晶圓表面。

旋塗薄膜的優點之一是薄膜厚度的均勻性。由於採用自流平，厚度變化不會超過 1%。以這種方式製備的薄膜厚度還可能影響這些材料的光學特性。這對於電化學測試非常重要，特別是在量測紫外-可見光光譜的吸光度讀數時，因為較厚的薄膜具有較低的光學透射率，通常與較薄的薄膜相比，不允許光線透射，直到薄膜的光學密度變得太低。此外，吸光度較低的薄膜不太適合進行循環伏安法之類等製程，因為低吸光度會阻礙在電化學電池中進行陽離子的電化學調整。在這方面，相對於厚膜，薄膜具有更理想的光學特性，可以調整用於能量存儲技術的影響層。然而，旋塗較厚的聚合物薄膜和光阻劑可能會產生相對較大的邊緣珠，其平坦化具有物理極限。

## 旋塗工藝

旋塗工藝示意圖

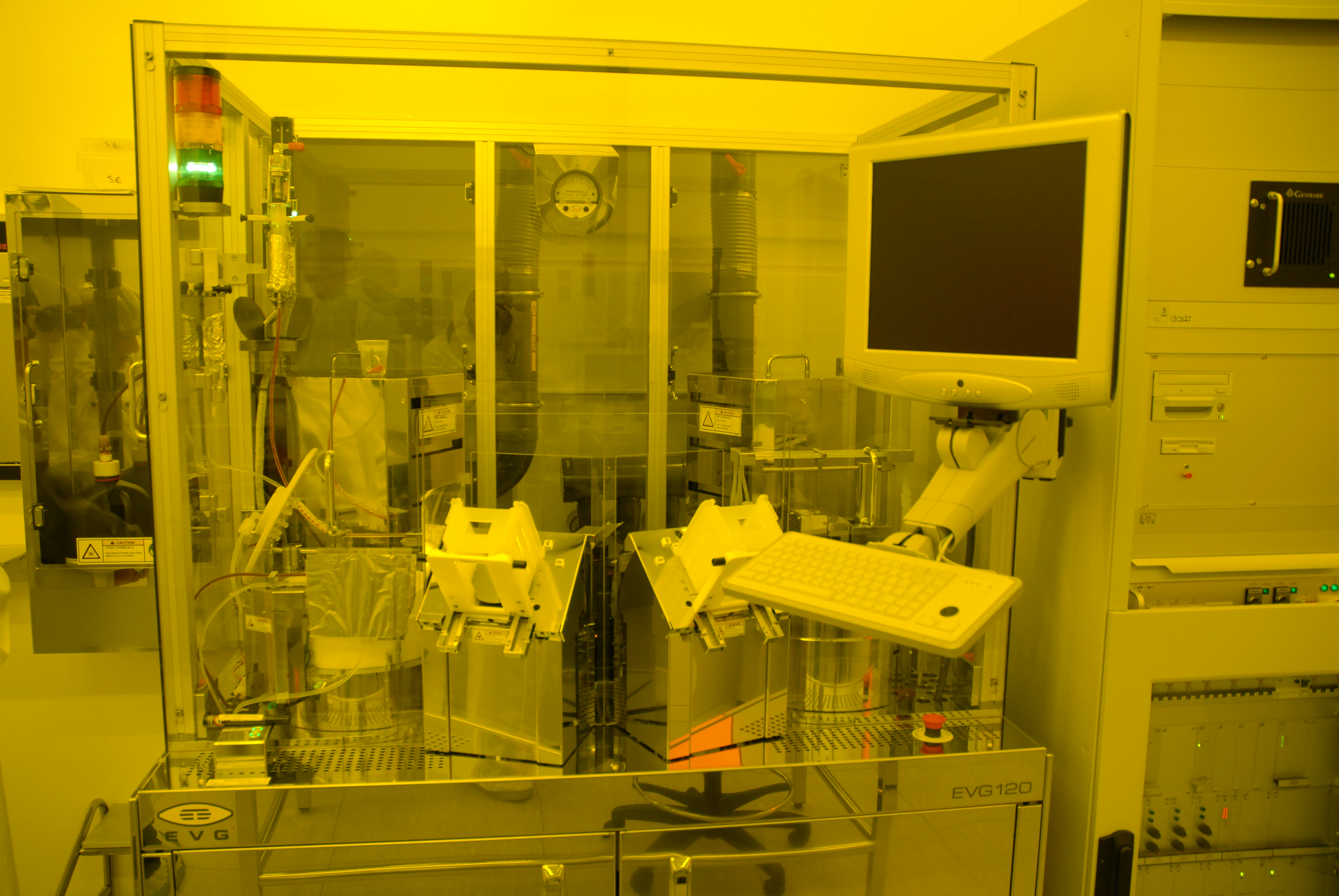
法國圖盧茲EVG 120全自動光阻塗佈機

旋塗過程可分為四個階段，但可能因製程參數技術人員而有所差異。
- 將塗佈液供給至晶片或基材上。有兩種方法：從噴嘴噴射和滴落。
- 利用離心力使溶液擴散。
- 提高旋轉速度控制薄膜厚度。
- 蒸發/烘烤溶劑。

## 進一步閱讀
- S. Middleman and A.K. Hochberg. "Process Engineering Analysis in Semiconductor Device Fabrication". McGraw-Hill, p. 313 (1993)
- Schubert, Dirk W.; Dunkel, Thomas. . Materials Research Innovations (Informa UK Limited). 2003, 7 (5): 314–321. ISSN 1432-8917. S2CID 98374776. doi:10.1007/s10019-003-0270-2.

## 外部連結
- Spin Coating of Thin and Ultrathin Polymer Films （页面存档备份，存于）
- Deposition of polymer films by spin casting: A quantitative analysis （页面存档备份，存于）